# Sergueï Miloradovitch
Sergueï Dmitrievitch Miloradovitch (Серге́й Дми́триевич Милора́дович) né le (4 juillet 1851 (16 juillet dans le calendrier grégorien), village de Tiosovo, district de Mojaïski, gouvernement de Moscou — décédé le 4 février 1943, à Moscou) est un peintre russe d'histoire et de scènes de genre, enseignant, académicien de l'Académie russe des beaux-arts, membre de la société des Ambulants.
Sergueï Dmitrievitch est le fils d'un diacre de village. En 1861-1872 il entre au séminaire puis pendant 25 ans il occupe les fonctions de lecteur à l'église de la Résurrection de Gontchary. De 1874 à 1878, il fréquente l'École de peinture, de sculpture et d'architecture de Moscou, où enseignaient notamment Evgraf Sorokine, Vassili Perov, Illarion Prianichnikov. De 1825 à 1923, il fait partie de l'association des artistes Ambulants.
Miloradovitch peint des scènes dont les sujets sont tirés de l'histoire religieuse tels : le clergé, les moines et le schisme du XVIIe siècle au sein de l'orthodoxie. Les plus connus sont : «Le concile noir de 1666 » de la Galerie Tretiakov, « Le siège de la Laure de la Trinité-Saint-Serge», «Hermogène», «L'archipretre Avvakoum en prison », « Avvakoum partant en Sibérie », « La veille de Pâques ». En 1909, il reçut le titre d'académicien. Après 1914, il enseigne à Moscou à l'école des beaux-arts; il participe également à la restauration de la cathédrale de la Dormition de Moscou. À l'époque soviétique, du fait de son âge avancé (il est mort à 92 ans) et de la diminution de la demande de peinture à sujet religieux, il a diminué ses activités mais est resté enseignant dans diverses écoles d'art.

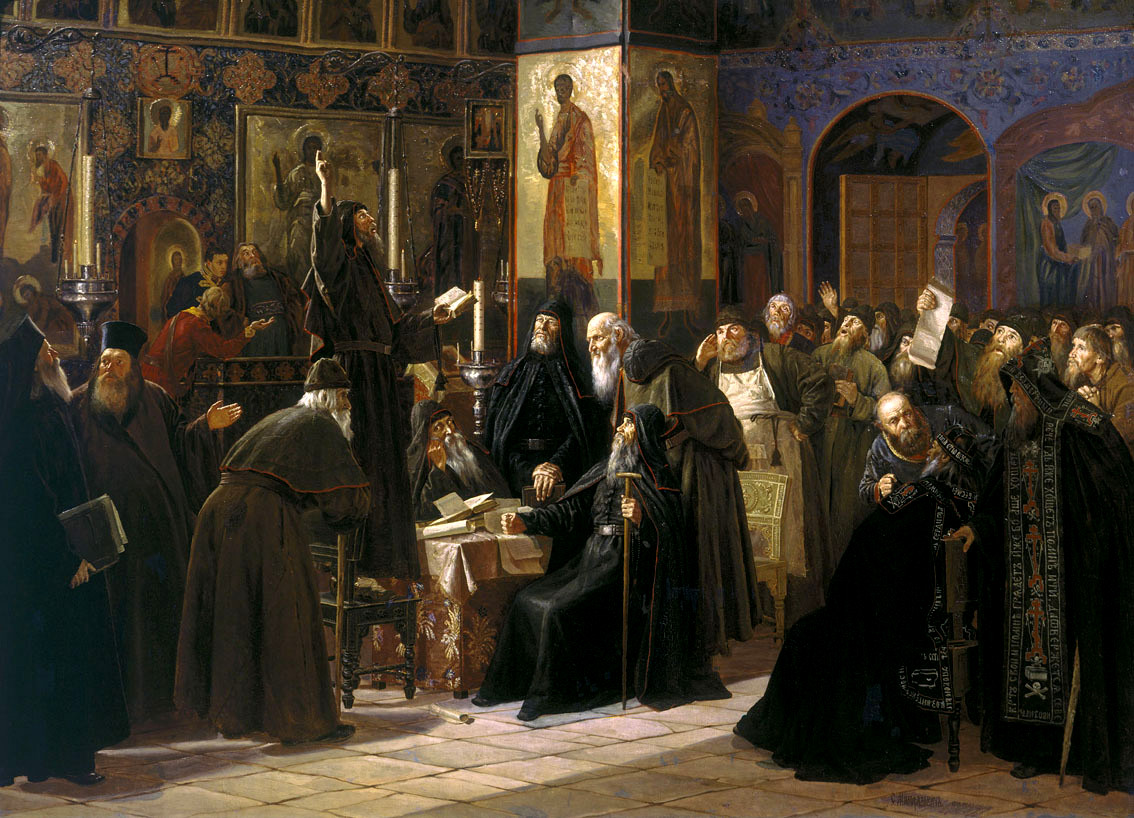
« Concile noir. Révolte du monastère Solovetski contre les nouveaux livres imprimés en 1666 », (1885), toile, huile — Galerie Tretiakov
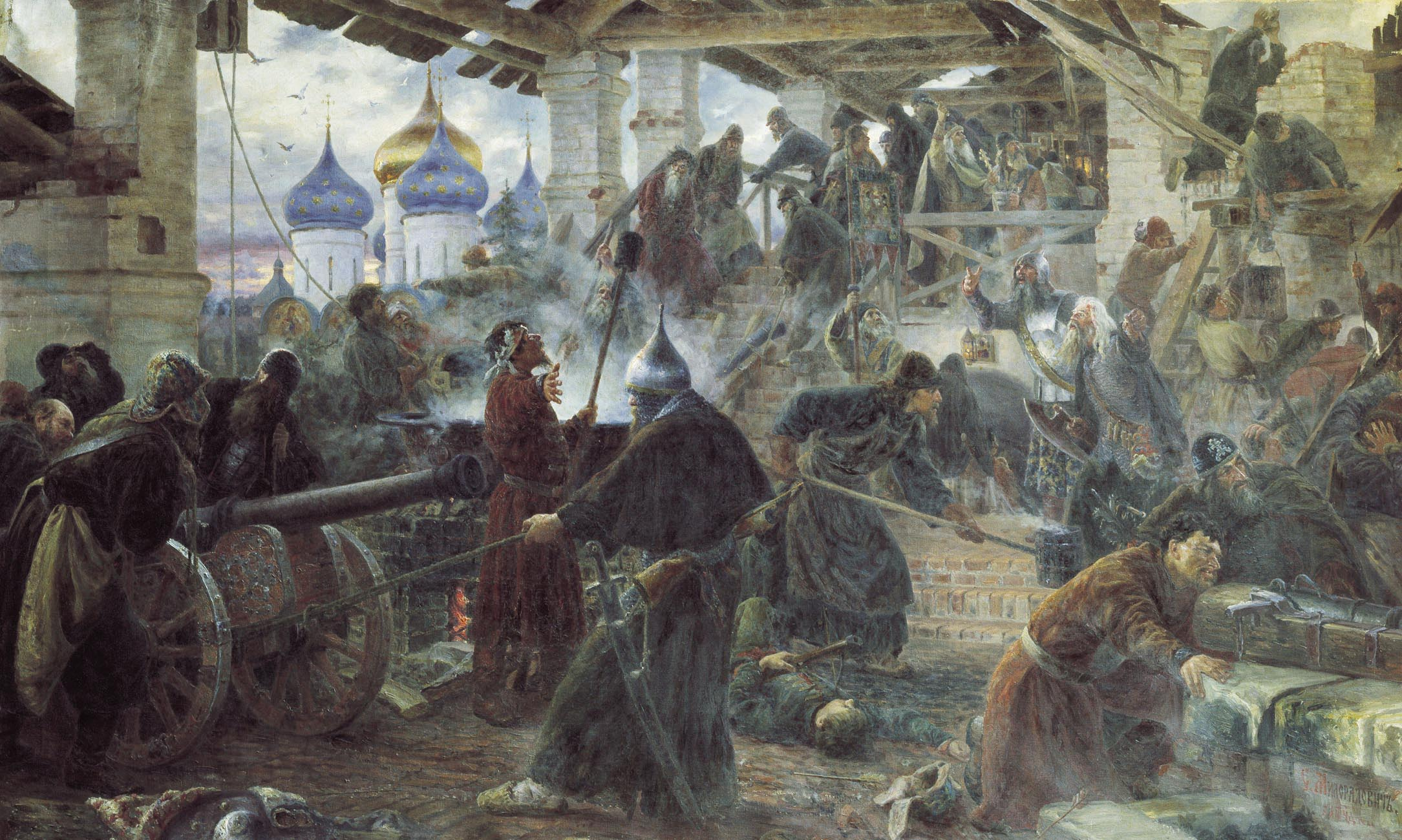
« Le siège de la Laure de la Trinité-Saint-Serge », (1894), huile, toile Musée russe
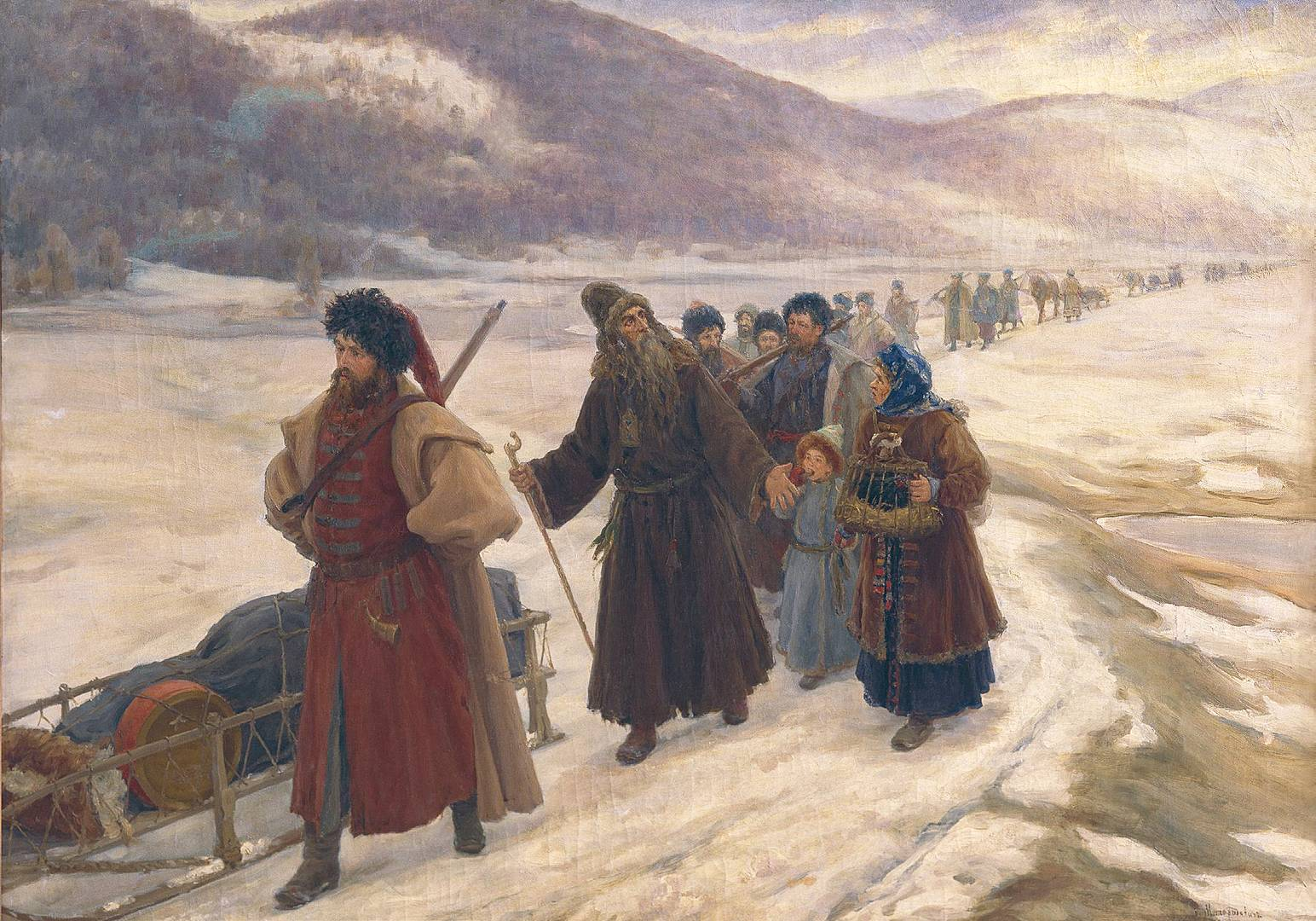
« Le voyage d'Avvakoum en Sibérie» (1898), huile; toile — Musée d'histoire des religions de Saint-Pétersbourg
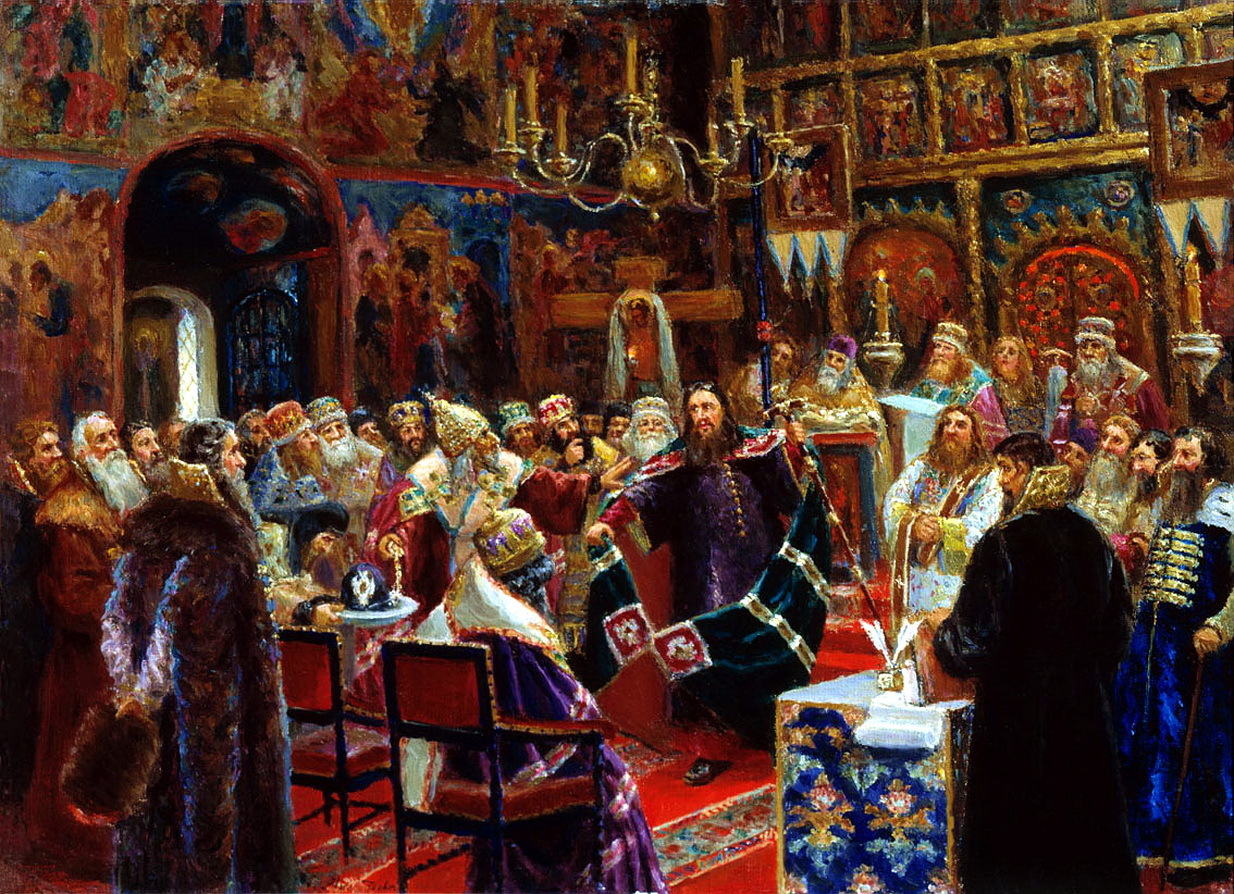
« Le tribunal du patriarche Nikon» (1885), huile, toile — Musée d'histoire des religions de Saint-Pétersbourg